# Оболдіно
Обо́лдіно (рос. Оболдино) — присілок у складі Щолковського міського округу Московської області, Росія.

## Населення
Населення — 321 особа (2010; 375 у 2002).
Національний склад (станом на 2002 рік):
- росіяни — 92 %